# 건륭 (청)
건륭(乾隆, 1736년 ~ 1795년)은 청나라 고종(高宗) 건륭제(乾隆帝)의 연호이다. 60년 가량 사용하였다. 중국에서 조부 강희제의 연호인 강희(康熙) 다음으로 오랫동안 쓰인 연호이다. 강건성세(康乾盛世)의 마지막 치세로, 건륭제의 시대를 끝으로 청나라는 쇠퇴하기 시작하였다.

## 개원
- 옹정(雍正) 13년 9월 3일[1](그레고리력 1735년 10월 15일)에 연호를 건륭(乾隆)으로 정하고, 다음 해 1월 1일[2](그레고리력 1736년 2월 12일)에 개원함.[3][4][5]

- 건륭(乾隆) 60년 9월 3일[6](그레고리력 1795년 10월 15일)에 연호를 가경(嘉慶)으로 정하고, 다음 해 1월 1일[7](그레고리력 1796년 2월 9일)에 개원함.[8][9][5]

## 연대 대조표
| 건륭 | 서기(西紀) | 간지(干支) |
| 원년 | 1736년     | 병진(丙辰) |
| 2년  | 1737년     | 정사(丁巳) |
| 3년  | 1738년     | 무오(戊午) |
| 4년  | 1739년     | 기미(己未) |
| 5년  | 1740년     | 경신(庚申) |
| 6년  | 1741년     | 신유(辛酉) |
| 7년  | 1742년     | 임술(壬戌) |
| 8년  | 1743년     | 계해(癸亥) |
| 9년  | 1744년     | 갑자(甲子) |
| 10년 | 1745년     | 을축(乙丑) |
| 건륭 | 서기(西紀) | 간지(干支) |
| 11년 | 1746년     | 병인(丙寅) |
| 12년 | 1747년     | 정묘(丁卯) |
| 13년 | 1748년     | 무진(戊辰) |
| 14년 | 1749년     | 기사(己巳) |
| 15년 | 1750년     | 경오(庚午) |
| 16년 | 1751년     | 신미(辛未) |
| 17년 | 1752년     | 임신(壬申) |
| 18년 | 1753년     | 계유(癸酉) |
| 19년 | 1754년     | 갑술(甲戌) |
| 20년 | 1755년     | 을해(乙亥) |
| 건륭 | 서기(西紀) | 간지(干支) |
| 21년 | 1756년     | 병자(丙子) |
| 22년 | 1757년     | 정축(丁丑) |
| 23년 | 1758년     | 무인(戊寅) |
| 24년 | 1759년     | 기묘(己卯) |
| 25년 | 1760년     | 경진(庚辰) |
| 26년 | 1761년     | 신사(辛巳) |
| 27년 | 1762년     | 임오(壬午) |
| 28년 | 1763년     | 계미(癸未) |
| 29년 | 1764년     | 갑신(甲申) |
| 30년 | 1765년     | 을유(乙酉) |
| 건륭 | 서기(西紀) | 간지(干支) |
| 31년 | 1766년     | 병술(丙戌) |
| 32년 | 1767년     | 정해(丁亥) |
| 33년 | 1768년     | 무자(戊子) |
| 34년 | 1769년     | 기축(己丑) |
| 35년 | 1770년     | 경인(庚寅) |
| 36년 | 1771년     | 신묘(辛卯) |
| 37년 | 1772년     | 임진(壬辰) |
| 38년 | 1773년     | 계사(癸巳) |
| 39년 | 1774년     | 갑오(甲午) |
| 40년 | 1775년     | 을미(乙未) |
| 건륭 | 서기(西紀) | 간지(干支) |
| 41년 | 1776년     | 병신(丙申) |
| 42년 | 1777년     | 정유(丁酉) |
| 43년 | 1778년     | 무술(戊戌) |
| 44년 | 1779년     | 기해(己亥) |
| 45년 | 1780년     | 경자(庚子) |
| 46년 | 1781년     | 신축(辛丑) |
| 47년 | 1782년     | 임인(壬寅) |
| 48년 | 1783년     | 계묘(癸卯) |
| 49년 | 1784년     | 갑진(甲辰) |
| 50년 | 1785년     | 을사(乙巳) |
| 건륭 | 서기(西紀) | 간지(干支) |
| 51년 | 1786년     | 병오(丙午) |
| 52년 | 1787년     | 정미(丁未) |
| 53년 | 1788년     | 무신(戊申) |
| 54년 | 1789년     | 기유(己酉) |
| 55년 | 1790년     | 경술(庚戌) |
| 56년 | 1791년     | 신해(辛亥) |
| 57년 | 1792년     | 임자(壬子) |
| 58년 | 1793년     | 계축(癸丑) |
| 59년 | 1794년     | 갑인(甲寅) |
| 60년 | 1795년     | 을묘(乙卯) |

## 동시대 연호

### 중국
중국(기타)
- 임상문(林爽文) 순천(順天) (1787년 ~ 1788년)
- 진주전(陳周全) 천운(天運) (1795년)

### 베트남
후 레 왕조(後黎朝)
- 빈흐우(永祐) (1735년 ~ 1740년)
- 까인흥(景興) (1740년 ~ 1786년)
- 찌에우통(昭統) (1787년 ~ 1789년)

떠이선 왕조(西山朝)
- 타이득(泰德) (1778년 ~ 1793년)
- 꽝쭝(光中) (1788년 ~ 1792년)
- 까인틴(景盛) (1793년 ~ 1801년)

### 일본
- 교호(享保) (1716년 ~ 1736년)
- 겐분(元文) (1736년 ~ 1741년)
- 간포(寬保) (1741년 ~ 1744년)
- 엔쿄(延享) (1744년 ~ 1748년)
- 간엔(寬延) (1748년 ~ 1751년)
- 호레키(寶曆) (1751년 ~ 1764년)
- 메이와(明和) (1764년 ~ 1772년)
- 안에이(安永) (1772년 ~ 1781년)
- 덴메이(天明) (1781년 ~ 1789년)
- 간세이(寬政) (1789년 ~ 1801년)

### 란방공화국
- 난방(蘭芳) (1777년 ~ 1884년)

## 같이 보기
- 중국의 연호 목록